# 효자 성이복 정려
충신 성이복 정려(孝子 成爾復 旌閭)는 세종특별시 연서면 와촌리에 있는 정려이다. 2014년 9월 30일  세종특별자치시의 향토문화유산 제10호로 지정되었다.

## 개요
효자 성이복 정려(孝子 成爾復 旌閭)는 조선시대 효자 성이복(成爾復, 1713~1776)의 효행(孝行)을 세상에 널리 알려 칭찬하고 기억하기 위해 나라에서 하사한 명정(銘旌)을 현판(懸板)으로 걸어놓은 정문(旌門)이다.
성이복의 본관은 창녕(昌寧), 자(字)는 양숙(陽叔)이다. 친아버지는 성석장(成碩章, 1689~1743)이지만 아버지의 사촌형제인 성규장(成奎章, 1679~1743)이 아들이 없어 입양되었으며, 그의 효행도 양아버지에 대한 것으로 전해진다. 성이복은 아버지가 병환으로 자리에 눕자 집 뒤뜰에 제단을 쌓고 기도를 드리는데 호랑이가 나타나 제단위에서 포효하였다. 하지만 그는 간절한 기도를 멈추지 않았고 그 모습에 감동한 호랑이는 자리를 떠났다고 한다. 아버지가 병환으로 위급할 때에는 손가락을 잘라 피를 드리기도 하였으며, 돌아가신 후에는 3년 동안 묘 옆에 움막을 짓고 살면서 곁을 지켰는데, 아버지가 쓰시던 탕건(宕巾)을 신주(神主)를 모셔두는 곳에 두었다가 잃어버렸으나 까마귀가 집 앞 대추나무에 걸어놓았다는 이야기가 전해진다.
성이복의 효행에 대해 지역의 유림(儒林)들은 새와 짐승도 감동시킨 효자라 하며 글을 올려 1891년(고종 28년)에 명정(銘旌)을 받게 되었고, 정문은 이듬해인 1892년 후손(後孫)들에 의해 지어졌다. 내부에는 성이복의 현판과 이대직(李大稙, 1822~1915)이 지은 정려기(旌閭記)가 있다.